# Gerard Unger

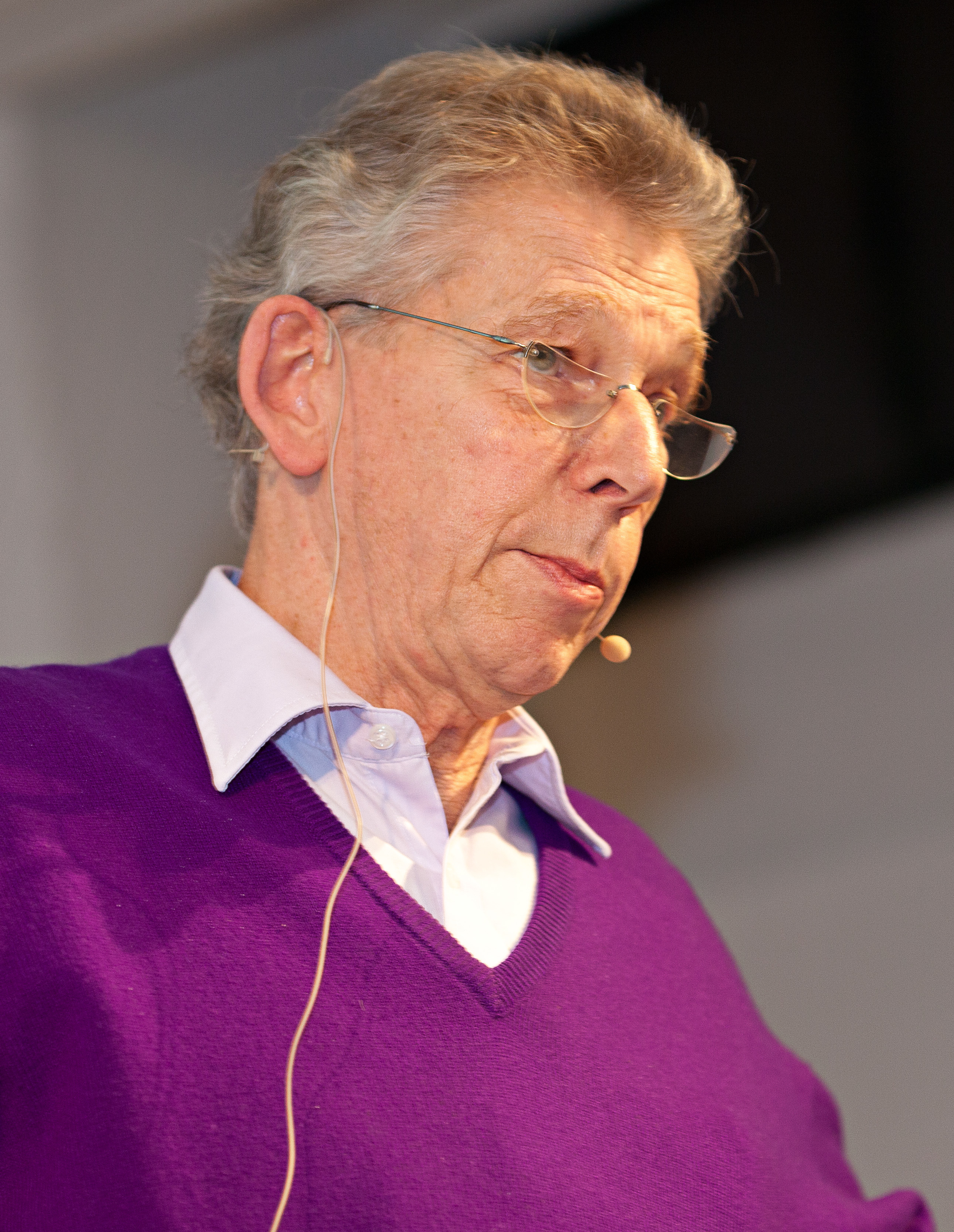
Gerard Unger (2010)

Gerard  Anthony Unger (* 22. Januar 1942 in Arnhem; † 23. November 2018 in Bussum) war ein niederländischer Grafikdesigner, Schriftentwerfer, Typograf, Autor und Hochschullehrer.

## Leben und Werk
Von 1963 bis 1967 studierte Unger an der Gerrit Rietveld Academie in Amsterdam und arbeitete anschließend als Assistent von Wim Crouwel bei Total Design. Ab 1975 war er als selbständiger Grafikdesigner tätig.
Gerard Unger entwarf zahlreiche Schriften, einige speziell für Zeitungen wie Swift, Gulliver, Coranto und Vesta. Seine Schriften werden über die Linotype GmbH und die Dutch Type Library vertrieben.
Als Grafikdesigner gestaltete er Zeitschriften, Magazine, Münzen, Bücher, Logos, Briefmarken, Corporate Identites und Leitsysteme (für die niederländischen Autobahnen und die Amsterdamer U-Bahn).
Gerard Unger lehrte mehr als 30 Jahre an der Gerrit Rietveld Academie und war ab 1994 Gastprofessor an der University of Reading UK am Institut für Typografie und grafische Kommunikation. 1979 unterrichtete er an der Rhode Island School of Design in Providence, USA und 1985 an der Stanford University. Von 2006 bis 2012 war er Professor für Typografie am Institut für Bildende Kunst der Universität Leiden.

## Schriftentwürfe (Auswahl)
- Markeur (1972)
- Demos (1976)
- Praxis (1976)
- Flora (1980)
- Hollander (1985)
- Swift (1985)
- Amerigo (1987)
- Cyrano (1989)
- Argo (1991)
- Gulliver (1993)
- Vesta (2001 / 2011)[1]

## Veröffentlichungen
- Terwijl je leest. Buitenkant, 1997, ISBN 978-90-70386-93-1.
  - deutsch: Wie man’s liest. Verlag Niggli AG, Sulgen/Zürich, 2009, ISBN 978-3-7212-0673-9, [Übers. aus dem Niederländischen: Rainer Erich Scheichelbauer].
- Reading echoes from the Romans and the Middle Ages. Institut Designlabor Gutenberg/Hochschule Mainz, 2016, ISBN 978-3-9818002-0-3.
- Theory of Type Design. NAI 010, Rotterdam, 2018, ISBN 978-94-6208-440-7.

## Auszeichnungen
- 1984: H.N. Werkman-Preis
- 1991: Maurits Enschedé-Preis
- 2009: SOTA Typography Award.
- 2012: Piet Zwart Lifetime Achievement Award
- 2017: TDC-Medaille vom Type Directors Club